# Oswald Tulleken
Oswald Tulleken (Utrecht, 13 augustus 1805 - Winterswijk, 11 maart 1867) was burgemeester van Winterswijk van 1836 tot 1856.
Hij was lid van het adellijke geslacht Tulleken en een zoon van Francois Oswaldzoon Tulleken, ritmeester bij het eerste Regiment Bataavsche Dragonders, en Jacoba Roberta de Freijtag. Oswald Tulleken is op 21 januari 1836 in Hattem getrouwd met Jacoba Diderika Johanna van der Sluis. Het echtpaar kreeg vier kinderen.
Op 1 januari 1856 trad hij af als burgemeester. Zijn opvolger Matthijs Arnoldus Holsboer werd enkele weken later beëdigd.
Oswald Tulleken is op 11 maart 1867 overleden te Winterswijk.